# Rio Surubiú
Rio Surubiú är ett vattendrag i Brasilien.   Det ligger i delstaten Pará, i den nordöstra delen av landet, 1 300 km norr om huvudstaden Brasília.
I omgivningarna runt Rio Surubiú växer i huvudsak städsegrön lövskog. Runt Rio Surubiú är det mycket glesbefolkat, med 4 invånare per kvadratkilometer.